# Mozilla Foundation
Mozilla Foundation（モジラ・ファウンデーション）は、オープンソースのMozillaプロジェクトを支援するために設立された非営利団体である。略称はMoFoあるいはMFである。開発方針の決定、インフラの整備、商標や知的財産権の管理を行っている。また、Mozilla FirefoxやMozilla Thunderbirdのリリースを行なうためのMozilla Corporation（以降「コーポレーション」）を子会社としている。所在地はアメリカ合衆国カリフォルニア州マウンテンビューである。

## 歴史

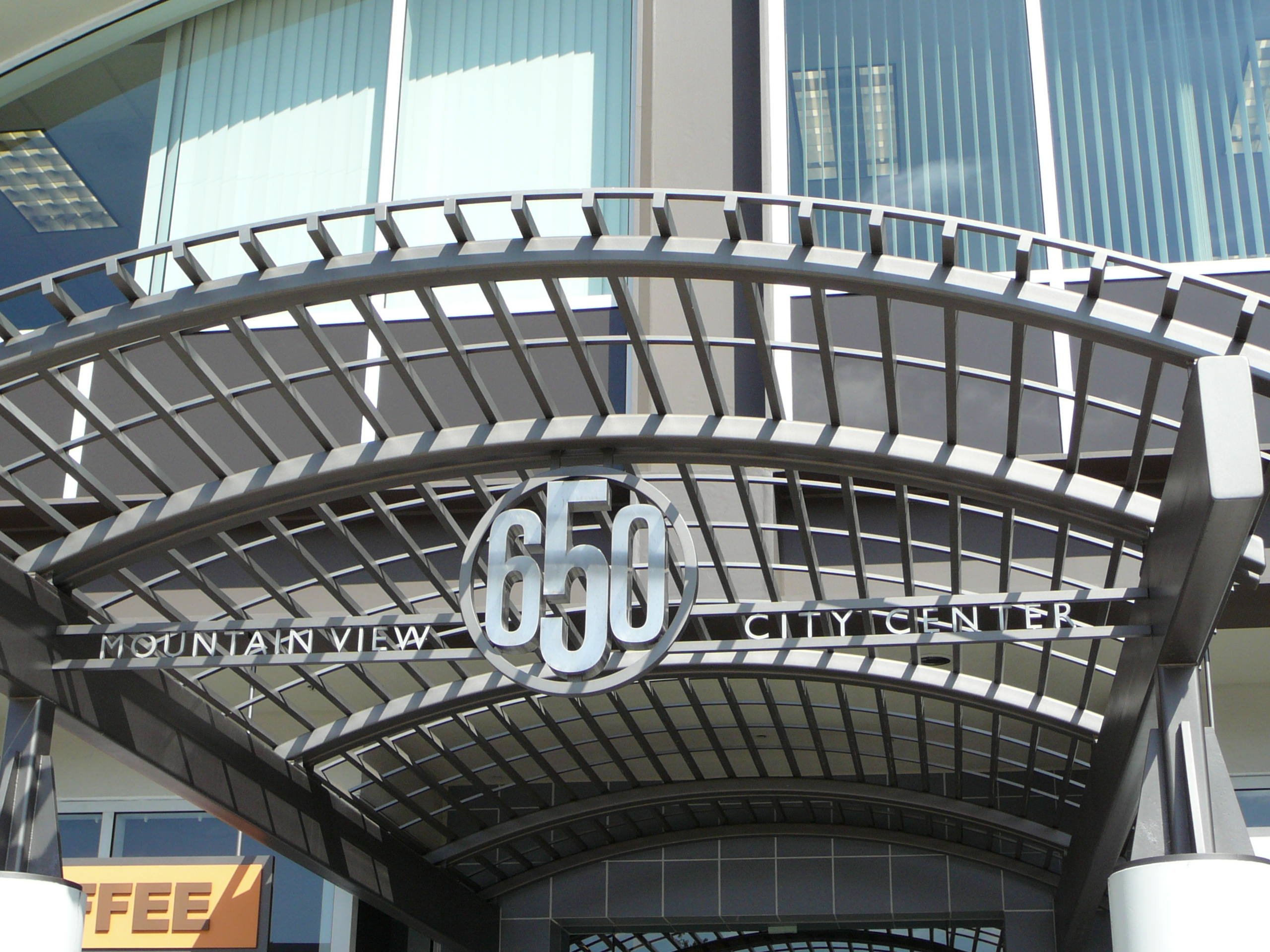
Mozilla FoundationとMozilla Corporationの本部が入居する、カリフォルニア州マウンテンビューの「マウンテンビュー・シティセンター」

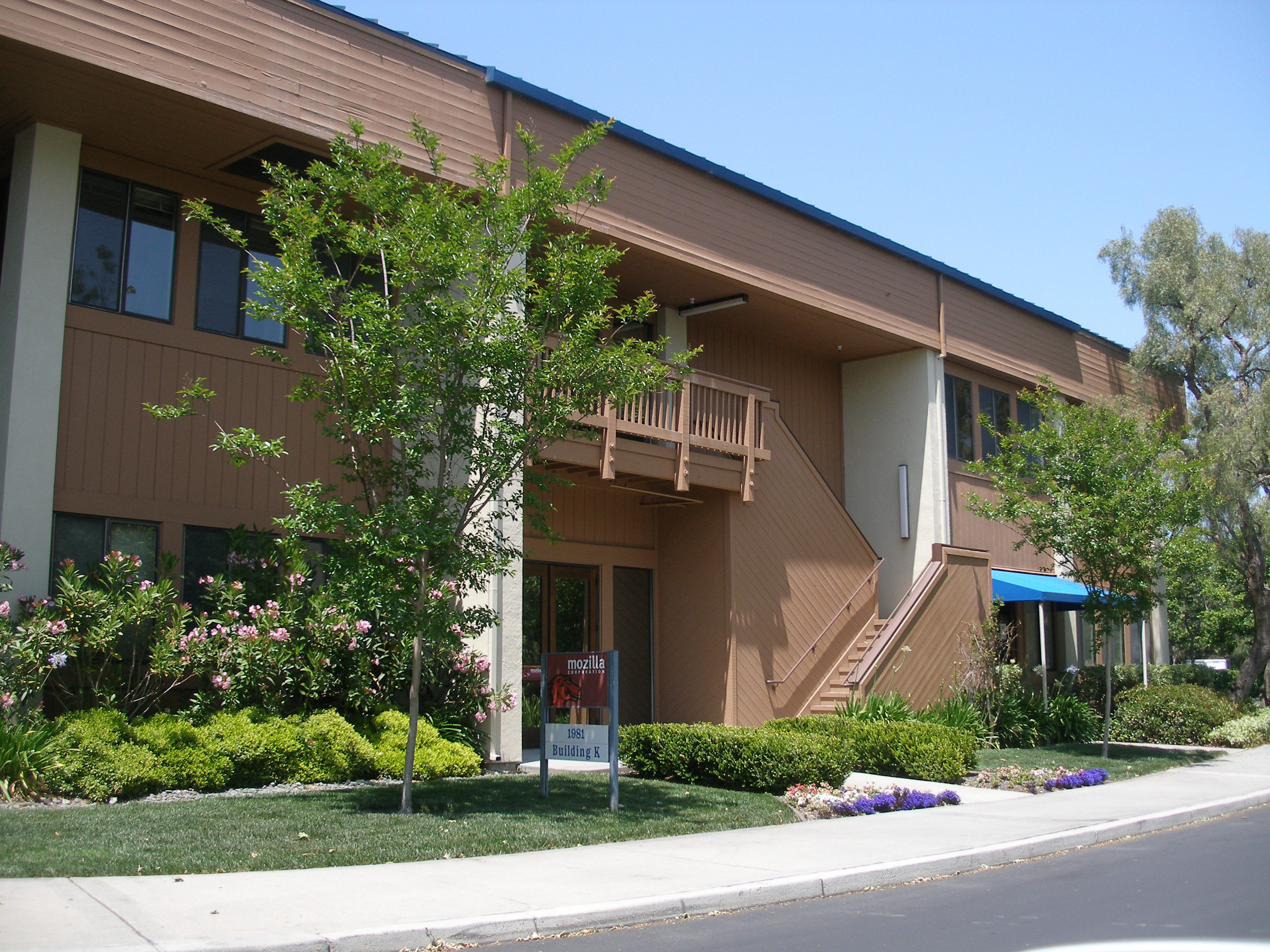
2009年7月までの本部。グーグルプレックス(グーグル本社)の隣にあった。

1998年2月23日、NetscapeによってMozilla Application Suiteの開発への協力を目的としたMozilla Organization（以降「オーガニゼーション」）が設立された。オーガニゼーションはNetscape社員の大部分から成るが、Netscapeからは独立して運営されることが原則とされた。オーガニゼーションは「Mozillaはテスト目的のものでありエンドユーザーが利用するものではない」と主張していた。これがBeonex Communicator（ベオネックス・コミュニケーター）と呼ばれるブラウザの開発のきっかけとなった。Beonex Communicatorはオーガニゼーションがプロジェクトを進めていた間、Mozillaの「エンドユーザー版」としてリリースしていた。しかし、大多数のエンドユーザーは「正式な」Mozillaのビルドをダウンロードしていた。
Netscapeの親会社であるAOLによるオーガニゼーションとの関係の劇的な縮小に伴い、2003年7月15日、Mozilla Foundationが設立された。これによりMozillaはNetscapeとの関係を完全に切ることと成った。AOLはファウンデーションの設立に際し、ハードウェアや知的財産権を委譲し、移行の手伝いのために3か月間、3人のチームを雇った。またAOLは2年間にわたり200万ドルの寄付を約束した。

## Mozilla Corporation
2005年8月3日、ファウンデーションは完全子会社であるMozilla Corporationを設立した。コーポレーションは主にFirefox、Thunderbirdのリリース計画、マーケティングおよび関連活動について責任を負うこととなった。さらに企業とも関係をもち、大きな収益を上げるようになった。コーポレーションは課税対象の法人であり、ファウンデーションとは異なり収益や企業活動の面で大きな自由度を持っている。

## 業務
当初、ファウンデーションが他者へ支払う金額はオーガニゼーションの頃と比較して非常に大きくなった。これはオーガニゼーションが伝統的にNetscapeや他のMozillaの技術のベンダーに残してきた業務によるものである。対象を開発者からエンドユーザーへ移すことの一部として、ファウンデーションは広告会社と契約を結んでMozillaのソフトウェアを同梱したCDの販売や電話サポートを開始した。いずれもNetscapeと同じ業者を選択した。またファウンデーションは「Mozilla」の商標やロゴの使用に関する方針のもと、自社の知的財産権に対する主張をより強めるようになった。さらにマーケティングのような新しいプロジェクトも開始した。
コーポレーションの設立によって、ファウンデーションは開発や商業関係の活動の全てを子会社であるコーポレーションに委任した。そしてファウンデーションは「製品化されていない」CaminoやSeaMonkeyなどのプロジェクトの管理を継続し、単独でのプロジェクト管理と方針整備に注力することとなった。ファウンデーションはMozillaの商標と知的財産権を所有しており、これらをコーポレーションにライセンスしている。またMozillaのソースコードリポジトリも管理しており、チェックイン権限の付与も行なっている。

## 財源
ファウンデーションは資金源として寄付を受け付けている。設立時にAOLから200万ドル、ミッチ・ケイパーから30万ドルの寄付を受けている。ファウンデーションはアメリカ合衆国国税収入局規約501(c)3によって連邦所得税の免除を受けているが、子会社であるコーポレーションは課税対象である。
ファウンデーションはGoogleと契約を結び、Googleでの検索をMozilla Firefoxの検索エンジンの既定の設定としている。また、Firefoxの既定のホームページはGoogleの検索サイトである。これらによる収益の総額は公式には公開されていない。

## 人物
ファウンデーションの理事会は次の7人から成る。
- ミッチェル・ベーカー（英語版）- 理事長
- ブライアン・ベーレンドルフ（英語版）
- ブレンダン・アイク
- 伊藤穰一
- ボブ・リスボン（英語版）
- ミッチ・ケイパー
- カール・マラムード（英語版）

当初はクリストファー・ブリザードが理事を務めていたが、彼がコーポレーションの設立に伴いコーポレーションの理事会へ異動となったため、それ以降は伊藤穰一が理事を務めている。ボブ・リスボンとカール・マラムードは2006年10月に理事に選任された。
ファウンデーションには有給のスタッフがおり、プロジェクトや方針に関する問題に対処している。
コーポレーションにも多数の職員がいるが、コーポレーション設立以前にはファウンデーションで働いていたものが多い。
伝統的にMozillaプロジェクトはmozilla.orgと呼ばれるコミュニティによって運営されてきたが、コミュニティのメンバーの中にはファウンデーションやコーポレーションの理事や職員となったものが多い。

## その他
- 2006年、OpenBSDのテオ・デ・ラートの要請を受け、ファウンデーションはOpenBSDへGoogleからの収益から1万ドルの寄付を行なった。これはOpenBSDによるOpenSSHの開発に対するものである。この要請の主な対象は シスコシステムズ 、IBM 、ヒューレット・パッカード 、レッドハット など、OpenSSHを組み込んだ製品を販売していながら寄付を行なっていなかった企業に対するものであったが、ファウンデーションはOpenSSHを使用していないにもかかわらず、開発への感謝として寄付を行なった[4]。
- Mozilla Europe、Mozilla Japan、Mozilla ChinaはMozilla製品やプロジェクトの広報、普及を支援する非営利団体である。ファウンデーションからは独立しているが、ファウンデーションの公式アフィリエイト（支部）として活動している。